# Christopher Sholes
Christopher Sholes (Mooresburg, 14 febbraio 1819 – Milwaukee, 17 febbraio 1890) è stato un inventore statunitense, inventore della tastiera qwerty nel 1873.
Come comproprietario del brevetto del 1868 il suo modello typewriter lo rende tra i padri della macchina da scrivere.

## Biografia
Sholes si trasferì nella vicina Danville dove lavorò come apprendista in una compagnia addetta al servizio stampa, dopo aver terminato tale apprendistato si trasferì a Milwaukee nel Wisconsin nel 1837.
Nel 1841 lavorò per 4 anni come editore al Southport Telegraph Iniziò proficue collaborazioni con Samuel W. Soume e Carlos Glidden.

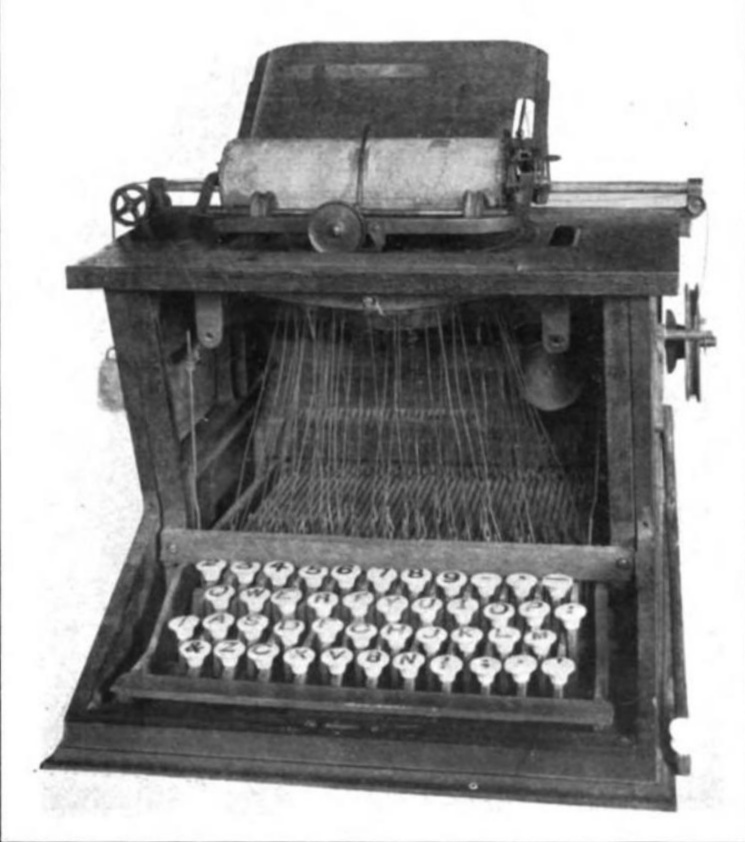
Macchina da scrivere ideata da Sholes

Grazie al loro lavoro nel 1867 riuscirono a ideare un primo modello di macchina da scrivere, a questo ne seguì un altro che aveva la caratteristica di riuscire a scrivere solo lettere maiuscole l'anno seguente, nel 1868 e la brevettarono. Sholes continuò gli studi sui meccanismi perfezionandoli.

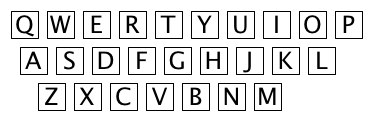
Lo schema QWERTY

La sua idea rivoluzionaria era sistemare la vecchia disposizione dei pulsanti delle macchine da scrivere, inizialmente in ordine alfabetico, seguendo un apposito ordine da lui studiato per impedire i numerosi inceppamenti frequenti all'epoca, in quanto le macchine non erano così veloci da seguire la rapidità di scrittura offerta dall'ordine alfabetico. Ideò per questo la tastiera qwerty. Con queste idee riuscì alla fine a stipulare un contratto con la Remington che ne prevedeva la messa in commercio  nel 1873.